# 에디스 펜로즈

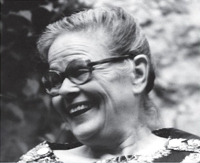

에디스 엘루라 틸턴 펜로즈(Edith Elura Tilton Penrose, 1914 – 11월 15일 ~ 1996년 10월 11일)는 미국 태생의 영국 경제학자다.

## 생애
에디스 틸턴은 1914년 11월 29일 로스앤젤레스의 선셋 대로에서 태어났다. 펜로즈는 버클리의 캘리포니아 대학교에서 1936년에 학사 학위를 받았다. 1936년에 펜로즈는 2년 후 사냥 사고로 사망한 David Burton Denhardt와 결혼하여 어린 아들을 남겼다. 펜로즈는 볼티모어로 이사했고 존스 홉킨스 대학에서 프리츠 매클럽 하에 석사와 박사 학위를 받았다. 1945년에 펜로즈는 버클리에서 선생님 중 한 명이었던 영국 태생의 경제학자이자 작가인 어니스트 F. 펜로즈와 결혼했다. 런던 주재 미국 대사관에서 근무한 후 1950년에 박사 학위를 받았다. 1984년에 펜로즈는 스웨덴 웁살라 대학교 사회과학부에서 명예 박사 학위를 받았다. 1951년 펜로즈의 첫 번째 책인 국제 특허 시스템의 경제학(Economics of the International Patent System)이 출판되었다.
펜로즈 박사는 수년 동안 존스 홉킨스 대학교의 강사이자 연구원이었다. 동료 학자 오언 래티모어가 매카시 상원의원에 의해 소련 스파이로 기소되었을 때 펜로즈와 남편은 그의 변호에서 중심적인 역할을 했다. 이 경험 때문에 펜로즈는 미국에 대한 환멸을 느끼게 되었고 부부는 안식년 휴가를 떠났다. 처음에는 캔버라에 있는 호주 국립 대학교로, 그 다음에는 바그다드 대학교로 갔다.
1959년에 펜로즈는 런던 정치경제대학교 및 동양 아프리카 연구 학원(SOAS)에서 경제학의 공동 독자 직을 맡았다. 1964년 펜로즈는 SOAS에서 아시아 관련 특별 경제학 의장으로 임명되었으며 1978년까지 그 직책을 역임했다. 이 기간 동안 펜로즈는 계속해서 다국적 석유 회사에 관심을 갖고 광범위하게 여행했다. 펜로즈는 또한 독점 위원회를 비롯한 여러 학술 및 공공 기관에 참여했으며 1985년 왕립 영연방 학회 의 펠로우로 선출되었다.

## 경제학의 기여
펜로즈는 기업 성장에 관한 연구 프로젝트에 참여했다. 펜로즈는 기존 기업이론 이 어떻게 성장하는지 설명하기에는 부적절하다는 결론에 도달했다. 펜로즈의 통찰은 이론상 '기업'은 사업가들이 기업이라고 부르는 '살과 피' 조직과 같은 것이 아님을 깨닫는 것이었다. "우리가 가진 모든 증거는 기업의 성장이 특정 집단의 인간이 무언가를 하려는 시도와 관련되어 있음을 나타낸다."라고 썼다. 성장하는 회사에 대해 이론화하면서 펜로즈 박사는 다음과 같이 썼다. "회사의 성장 속도에 중요한 행정적 제약이 있다. 변화 관리에 필요한 인적 자원은 개별 기업에 묶여 있기 때문에 내부적으로 부족하다. 확장을 위해서는 그러한 자원을 더 많이 모집해야 한다. 신입사원은 하루아침에 완전히 효과를 발휘할 수 없다. 따라서 성장 과정은 동적으로 제한된다."